# Arvigo
Arvigo ist ein Dorf in der Gemeinde Calanca, Kanton Graubünden. Bis zum 31. Dezember 2014 bildete Arvigo eine eigenständige Gemeinde, bevor sie mit drei weiteren Gemeinden zur neuen Gemeinde Calanca fusionierte.

## Geographie

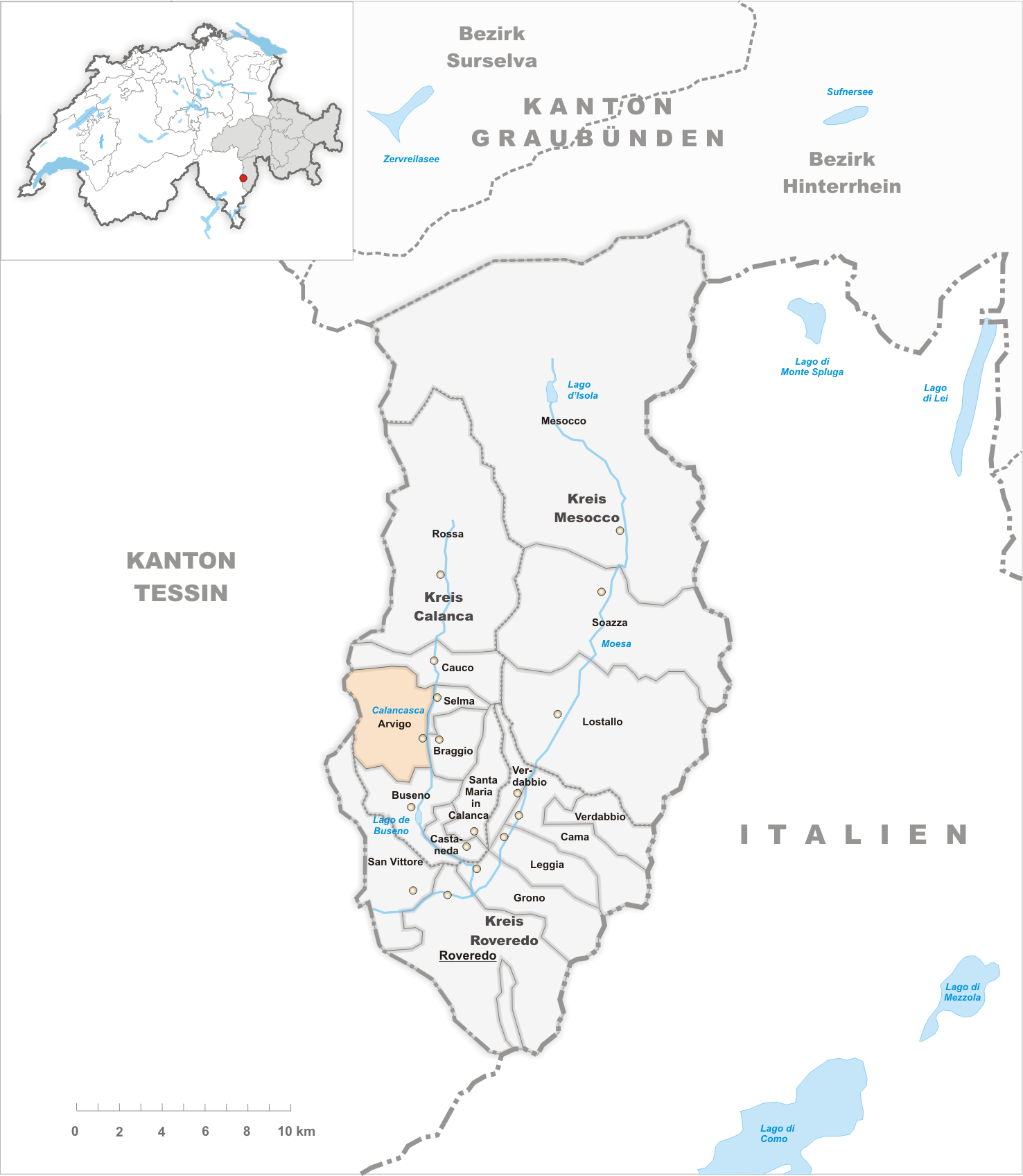
Gemeindestand vor der Fusion am 1. Januar 2015

Arvigo liegt im unteren Teil des Calancatals auf einem Schuttkegel, den der Bach Rià di Arvigo aufgeschüttet hat. Vom gesamten Gemeindegebiet von 1701 ha sind 909 ha von Wald und Gehölz bedeckt, 563 ha unproduktive Fläche (meist Gebirge), 203 ha landwirtschaftliche Nutzfläche (fast 90 % davon Alpsässen) und nur 26 ha Siedlungsareal.
Arvigo grenzt im Westen an den Kanton Tessin.

## Geschichte
Eine erste Erwähnung findet das Dorf im Jahre 1453 unter dem damaligen Namen Arvicho. Seit dem 12. Jahrhundert stand das Dorf unter der Herrschaft der Freiherren von Sax. Diese verkauften ihre Rechte 1480 an Gian Giacomo Trivulzio von Mailand. Als dieser 1496 in Streit geriet mit dem Herzog Ludovico Sforza von Mailand, trat es in den Grauen Bund ein, und Arvigo erhielt den Status einer halben Degagna (Nutzungsgenossenschaft).
Bis am 31. Dezember 2014 war Arvigo eine eigene politische Gemeinde. Am 1. Januar 2015 fusionierte sie mit den Gemeinden Braggio, Cauco und Selma zur neuen Gemeinde Calanca. 1980 war ihr die bis anhin selbständige Gemeinde Landarenca angegliedert worden.

## Wappen
Blasonierung: In Gold (Gelb) ein roter Laurentiusrost, überhöht von zwei sechsstrahligen roten Sternen.
Sankt Laurentius ist der Patron der Pfarrkirche von Arvigo, die Sterne dienen der Differenzierung von anderen Wappen mit dem Heiligensymbol.

## Bevölkerung
| Bevölkerungsentwicklung | Bevölkerungsentwicklung | Bevölkerungsentwicklung | Bevölkerungsentwicklung | Bevölkerungsentwicklung | Bevölkerungsentwicklung | Bevölkerungsentwicklung | Bevölkerungsentwicklung | Bevölkerungsentwicklung | Bevölkerungsentwicklung |
| ----------------------- | ----------------------- | ----------------------- | ----------------------- | ----------------------- | ----------------------- | ----------------------- | ----------------------- | ----------------------- | ----------------------- |
| Jahr                    | 1691                    | 1733                    | 1850                    | 1900                    | 1902                    | 1950                    | 2000                    | 2010                    | 2014                    |
| Einwohner               | 400                     | 352                     | 110                     | 226                     | 118                     | 152                     | 92                      | 97                      | 72                      |

Von den 97 Bewohnern (Ende 2010) sind 63 Schweizer Staatsangehörige und 34 Zuwanderer. Die Minderung ist mitunter auf die Abwanderung junger Bürger zurückzuführen, die ihre berufliche Zukunft in einer anderen Region sehen.

## Wirtschaft
Neben dem Tourismus wird diese durch den Abbau und die Verarbeitung von Naturstein, dem sog. Calancagneis, bestimmt. Dieser wird unterhalb der ehemaligen Gemeinde in einem grossen Steinbruch gewonnen.

## Politik
Arvigo ist als Hauptort des Calancatals zugleich Sitz des Kreisgerichts. Gemeindepräsident war bis 2014 Rodolfo Keller.

## Sehenswürdigkeiten in Arvigo und Landarenca
- Die katholische Pfarrkirche San Lorenzo in Arvigo[3][4]
- das Beinhaus (17. Jahrhundert)[3]
- die Pfarrkirche Santi Bernardo e Nicola erbaut 1626 in der Ortschaft Landarenca[3][5]

## Bilder

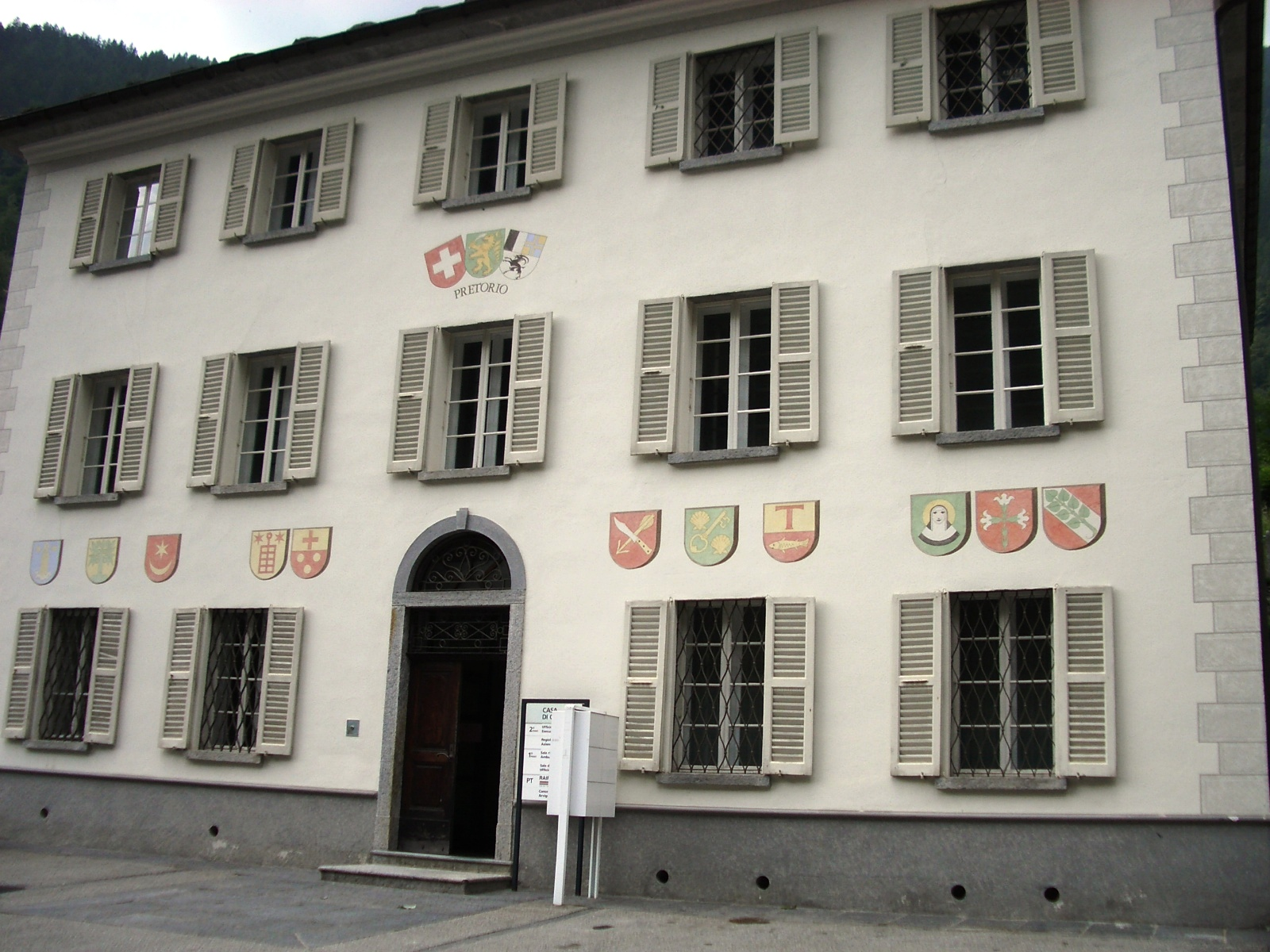
Kreisgericht des Kreises Calanca
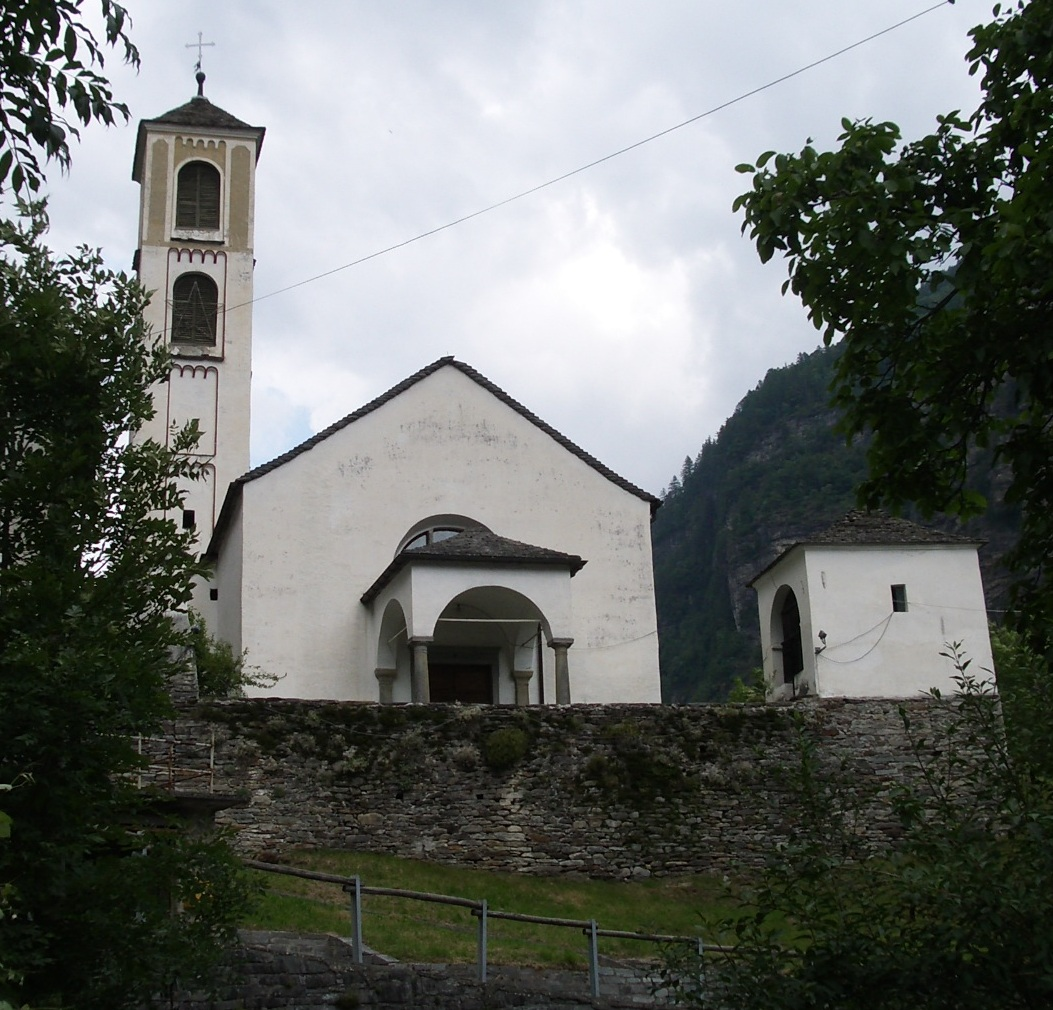
Kirche San Lorenzo, erwähnt 1453
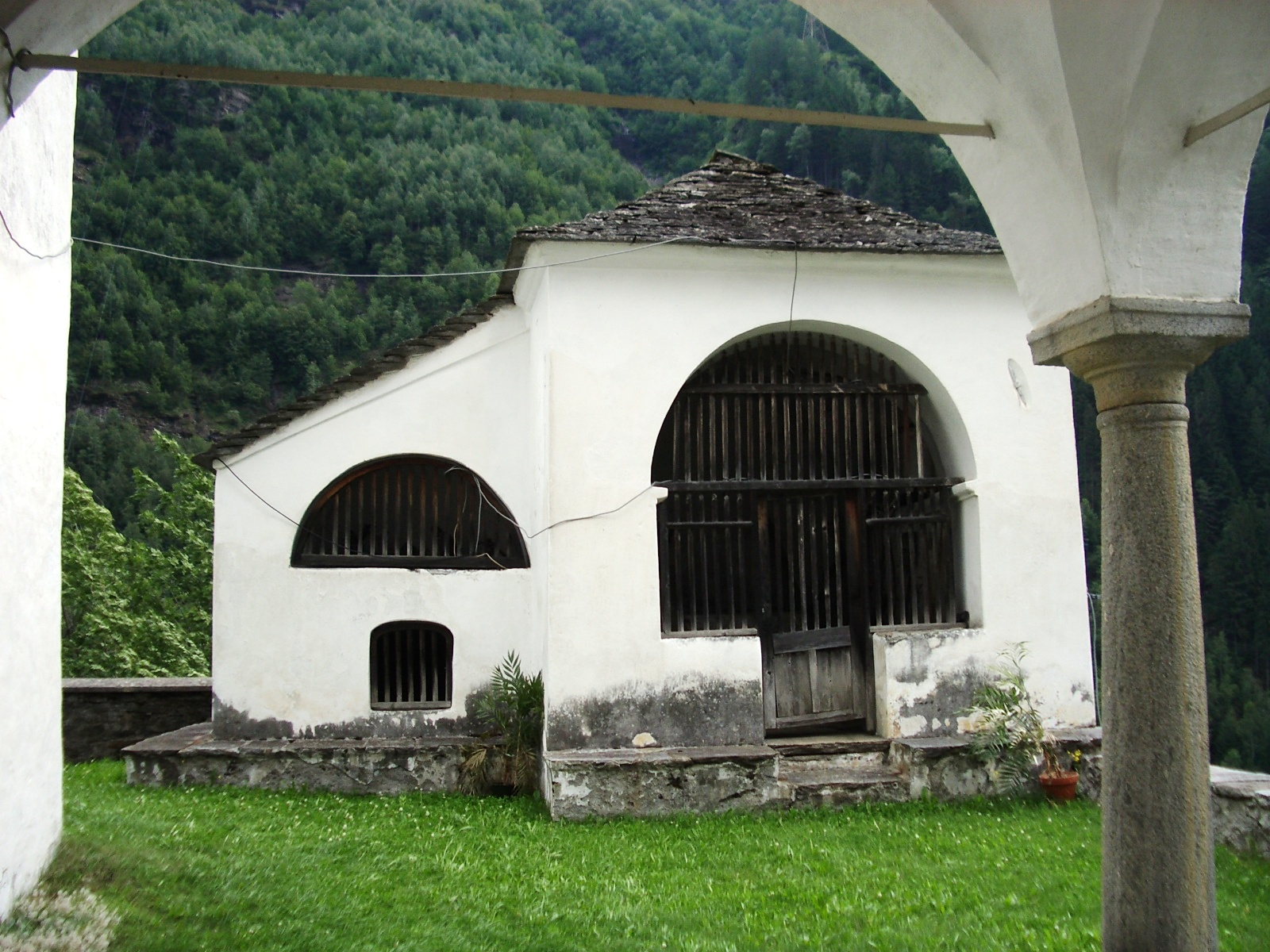
Beinhaus
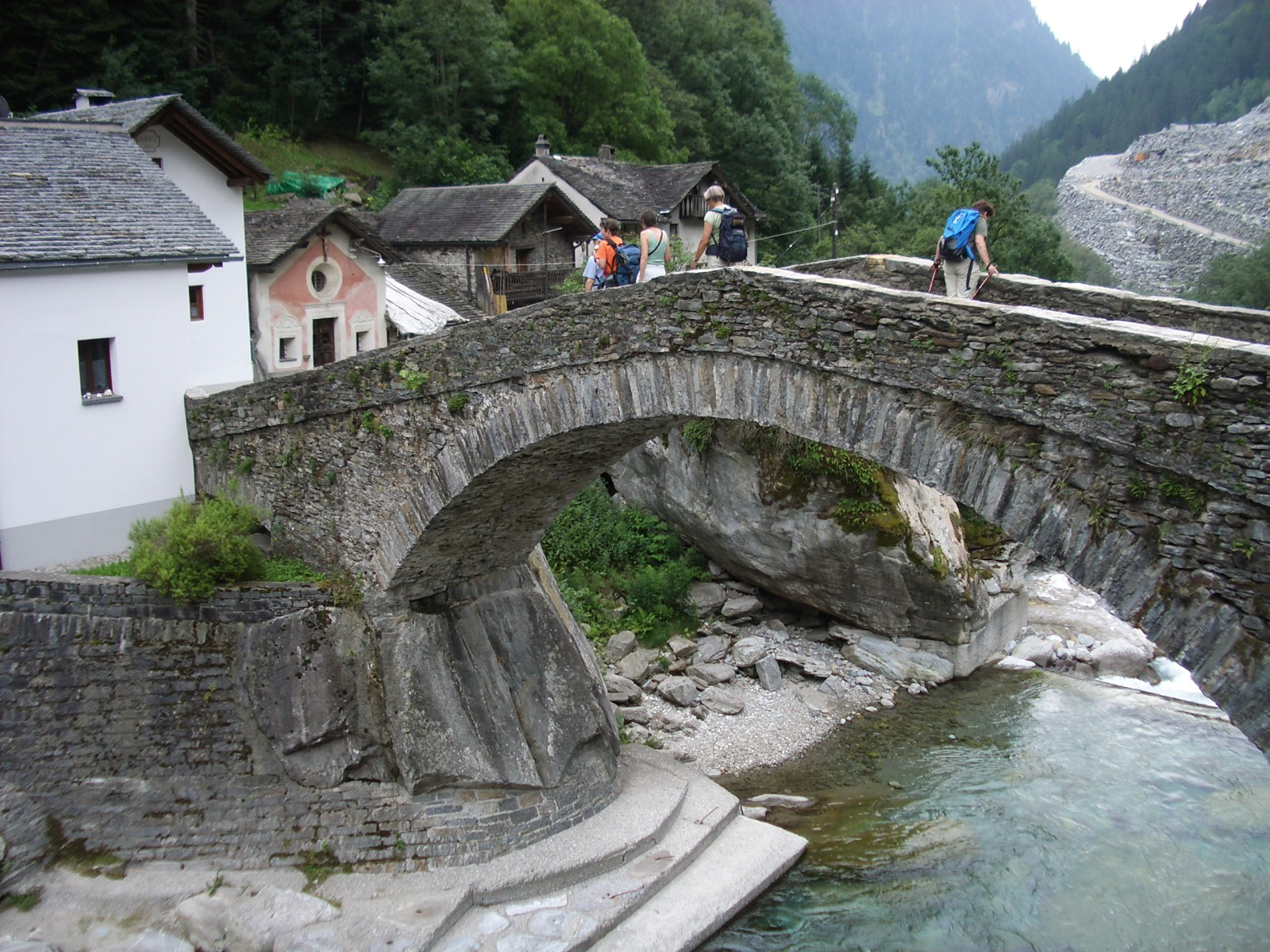
Il ponte dell’amicizia (11. Jh.) mit Dorfteil De la del Pont und Granit-Steinbruch
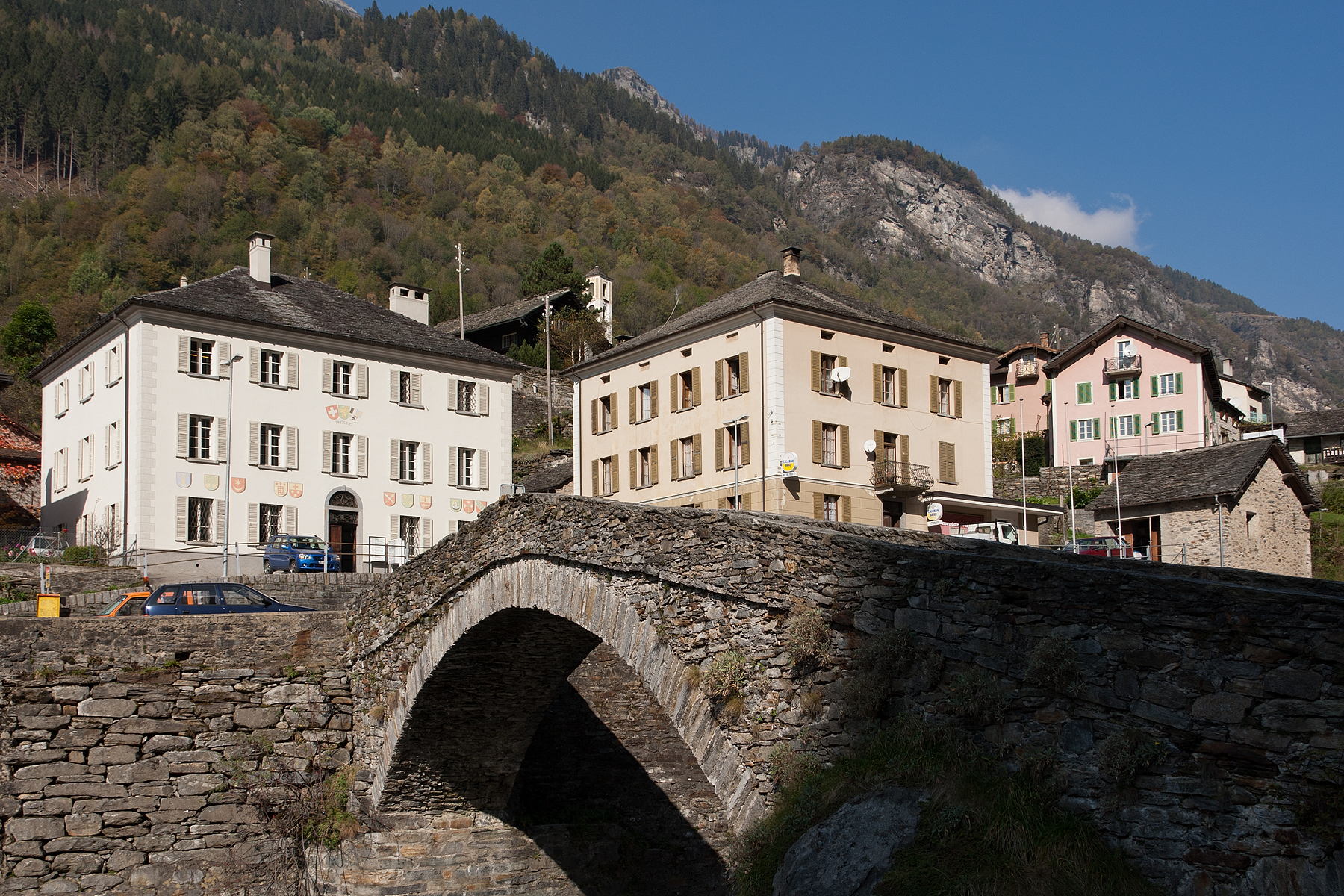
Freundschaftbrücke

## Persönlichkeiten
- Stefano a Silva (1798–1863), war ein Italienischer Priester, Schulmeister, Freimaurer und Pfarrer in Arvigo.